# 池田隆之 (東芝テック)
池田 隆之（いけだ たかゆき、1957年9月15日 - ）は、日本の実業家。東芝テック株式会社代表取締役社長、一般社団法人ビジネス機械・情報システム産業協会会長等を経て、森永乳業株式会社取締役。

## 人物・経歴
愛媛県出身。1981年東京理科大学理工学部卒業、東京芝浦電気入社。2007年東芝ストレージデバイス事業部長。2010年東芝イノベーション推進部長。2011年東芝テック取締役常務執行役員。2014年から東芝テック代表取締役社長社長執行役員を務め、キャッシュレス社会対応の研究開発を進めるなど小売支援事業の強化等にあたった。2020年東芝テック相談役に退き、ビジネス機械・情報システム産業協会会長に就任。2021年ジェイエスピー取締役。2022年森永乳業取締役。この他日本自動認識システム協会代表理事会長なども務めた。